# Phare de Castle Island
Le phare de Castle Island est un phare actif situé sur Castle Island, une caye à la pointe sud de l'île d'Acklins dans le district d'Acklins, aux Bahamas. Il est géré par le Bahamas Port Department 

## Histoire
Ce phare, mis en service en 1868 sur l'îlot sud d'Acklins, marque le sud de l'atoll. Il utilise, depuis 1934, une lentille de Fresnel de 1er ordre. Les maisons des deux gardiens et les autres bâtiments de la station sont abandonnés. Jusqu'à ces dernières années, ce phare était peint de bandes horizontales rouges et blanches. Il est automatisé et fonctionne à l'énergie solaire.

## Description
Ce phare est une tour circulaire en maçonnerie, avec une galerie et une lanterne de 34 m de haut. La tour est totalement blanche et la lanterne est gris métallisé. Il émet, à une hauteur focale de 40 m, deux éclats blancs de 0.5 seconde par période de 20 secondes. Sa portée est de 22 milles nautiques (environ 41 km).
Identifiant : ARLHS : BAH-001 - Amirauté : J4782 - NGA : 110-12324 .

## Caractéristique dufeu maritime
Fréquence : 20 secondes (W-W)
- Lumière : 0.5 seconde
- Obscurité : 1.5 secondes
- Lumière : 0.5 seconde
- Obscurité : 17.5 secondes

### Lien connexe
- Liste des phares des Bahamas